# Liste des primats de l'Église orthodoxe polonaise
Liste des primats de l'Église orthodoxe de Pologne

## Métropolites de Varsovie et de toute la Pologne
- Stéphane (25 mai 1965-26 mars 1969)
  - Jerzy de Lódz et Poznań (26 mars 1969-1er mars 1970) (Locum Tenens)
- Basile (1er mars 1970-11 février 1998)
  - Sabas de Bialystok et Gdansk (11 février 1998-12 mai 1998) (Locum Tenens)
- Sabas (12 mai 1998-aujourd'hui)